# Gorgasia klausewitzi
Gorgasia klausewitzi és una espècie de peix pertanyent a la família dels còngrids.

## Descripció
- Pot arribar a fer 75,1 cm de llargària màxima.[5][6]

## Hàbitat
És un peix marí, demersal i de clima tropical que viu entre 170 i 225 m de fondària.

## Distribució geogràfica
Es troba a l'Índic occidental: Reunió, Maurici i les Comores.

## Observacions
És inofensiu per als humans.